# Synagoga Wołyńsko-Krotoszyńska we Wrocławiu (ul. Karola)
Synagoga Wołyńsko-Krotoszyńska we Wrocławiu – nieistniejąca synagoga terytorialna, która znajdowała się we Wrocławiu, przy ulicy Karola.
Synagoga została założona w 1690 roku w jednym z pomieszczeń Szkoły Szermierniczej. Uczęszczały do niej głównie osoby pochodzące z regionu wołyńskiego i krotoszyńskiego. W XIX wieku synagoga została przeniesiona do nowej siedziby, mieszczącej się przy ulicy Karola 27.